# Amblyraja reversa
Amblyraja reversa är en rockeart som först beskrevs av Lloyd 1906.  Amblyraja reversa ingår i släktet trubbnosrockor, och familjen egentliga rockor. IUCN kategoriserar arten globalt som otillräckligt studerad. Inga underarter finns listade i Catalogue of Life.